# Quelea
Quelea é um gênero de pequenas aves passeriformes que pertencem à família Ploceidae, confinadas, em grande parte, na África. Estas aves são de pequeno porte e gregárias, com bicos adaptados para comer sementes. Queleas podem ser nômades em grandes áreas; a quelea-de-bico-vermelho é considerada como a espécie de ave mais numerosa no mundo.

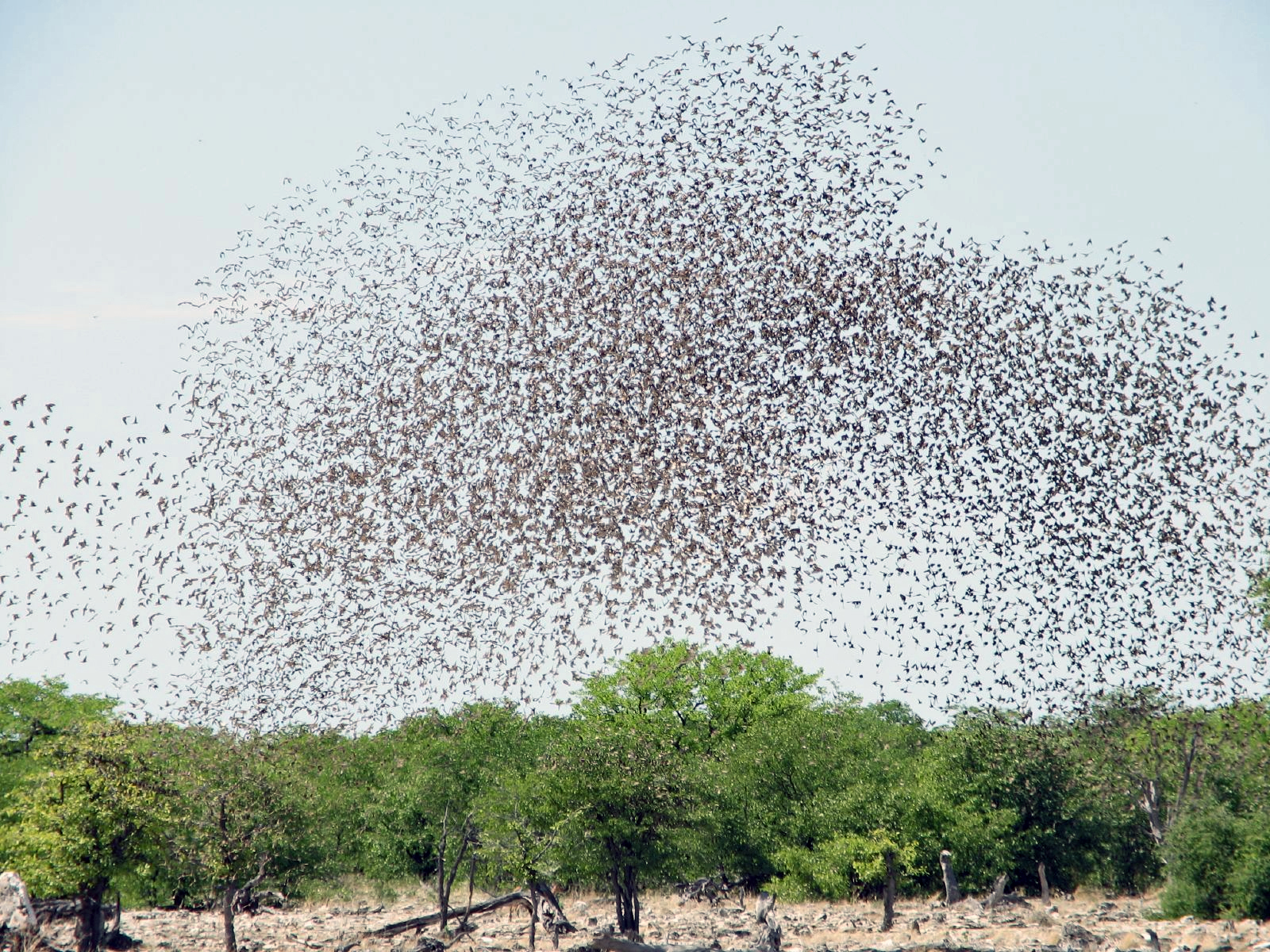
As queleas-de-bico-vermelho são a espécie de ave mais comum no mundo e formam bandos que chegam às dezenas de milhar de indivíduos.

## Taxonomia
Há três espécies pertencentes a este gênero:

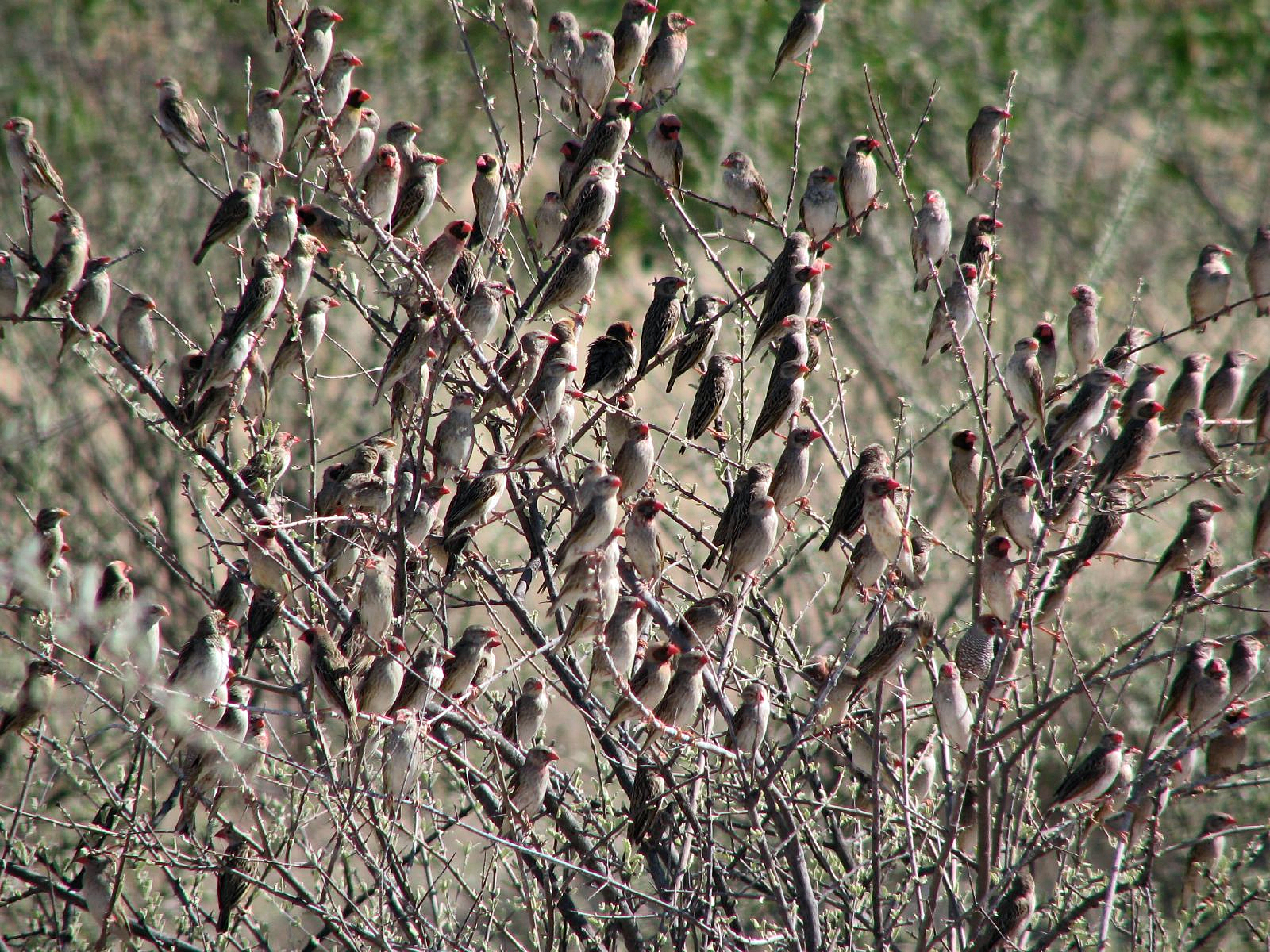
Um bando de queleas-de-bico-vermelho

| Imagem | Nome científico   | Nome Comum                | Distribuição |
| ------ | ----------------- | ------------------------- | --- |
|        | Quelea cardinalis | Quelea-cardeal            | Burundi, República Democrática do Congo, Etiópia, Quénia, Malawi, Ruanda, Sudão do Sul, Tanzânia, Uganda e Zâmbia. |
|        | Quelea erythrops  | Quelea-de-cabeça-vermelha | Angola, Benin, Botswana, Burkina Faso, Burundi, Camarões, República Central Africana, Chade, República do Congo, República Democrática do Congo, Costa do Marfim, Guiné Equatorial, Etiópia, Gabão, Gâmbia, Gana, Guiné, Guiné-Bissau, Quénia, Libéria, Malawi, Mali, Moçambique, Níger, Nigéria, Ruanda, São Tomé e Príncipe, Senegal, Serra Leoa, África do Sul, Sudão, Essuatíni, Tanzânia, Togo, Uganda, Zâmbia e Zimbabué. |
|        | Quelea quelea     | Quelea-de-bico-vermelho   | partes ocidentais da África do Sul e áridas regiões do litoral da Namíbia e Angola |

### Filogenia
Com base em recentes análises de DNA, a quelea-de-bico-vermelho é considerada de um grupo grupo-irmão de um clado constituinte com ambas as restantes espécies do gênero Quelea, nomeadamente Q. cardinalis e Q. erythrops. O gênero pertence ao grupo dos verdadeiros tecelões (subfamília Ploceinae), e é também relacionado com o gênero Foudia, que contém seis ou sete espécies que ocorrem nas ilhas do oceano índico ocidental. Este clado é um grupo-irmão para a Ásia de espécies do gênero Ploceus.
A seguinte árvore representa a visão atual das relações entre as espécies Quelea e seus parentes mais próximos:
|  | Q. quelea                                                      |
|  |                                                                |
|  | \| \| Q. cardinalis \| \| \| \| \| \| Q. erythrops \| \| \| \| |
|  |                                                                |
|  | Q. cardinalis                                                  |
|  |                                                                |
|  | Q. erythrops                                                   |
|  |                                                                |

|  | Q. cardinalis |
|  |               |
|  | Q. erythrops  |
|  |               |

|  | Q. quelea                                                      |
|  |                                                                |
|  | \| \| Q. cardinalis \| \| \| \| \| \| Q. erythrops \| \| \| \| |
|  |                                                                |
|  | Q. cardinalis                                                  |
|  |                                                                |
|  | Q. erythrops                                                   |
|  |                                                                |

|  | Q. cardinalis |
|  |               |
|  | Q. erythrops  |
|  |               |

|  | Q. quelea                                                      |
|  |                                                                |
|  | \| \| Q. cardinalis \| \| \| \| \| \| Q. erythrops \| \| \| \| |
|  |                                                                |
|  | Q. cardinalis                                                  |
|  |                                                                |
|  | Q. erythrops                                                   |
|  |                                                                |

|  | Q. cardinalis |
|  |               |
|  | Q. erythrops  |
|  |               |

|  | Q. quelea                                                      |
|  |                                                                |
|  | \| \| Q. cardinalis \| \| \| \| \| \| Q. erythrops \| \| \| \| |
|  |                                                                |
|  | Q. cardinalis                                                  |
|  |                                                                |
|  | Q. erythrops                                                   |
|  |                                                                |

|  | Q. cardinalis |
|  |               |
|  | Q. erythrops  |
|  |               |

O cruzamento entre queleas de cabeça-vermelha (Q. erythrops) e de bico-vermelho (Q. quelea) foi observado em cativeiro.

## Impacto na agricultura

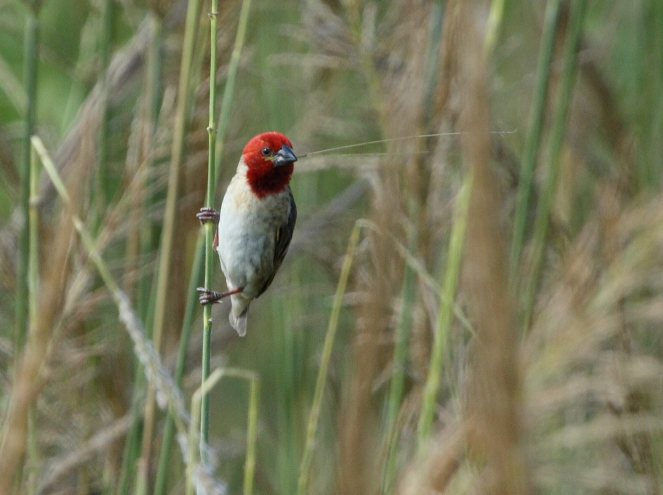
Quelea erythrops - África do Sul - com grama no bico

Q. quelea é uma das principais pragas para pequenos grãos de cereais em grande parte da África Subsariana (excetuando os grãos de milho, que são grandes demais para essas aves). Q. erythrops pode causar danos substanciais ao arroz. Q. cardinalis, no entanto, não é reconhecida por atacar plantações.